# Matemática da relatividade geral
A matemática da relatividade geral refere-se a várias estruturas matemáticas e técnicas que são utilizadas no estudo e formulação da teoria da relatividade geral (RG) de Albert Einstein. As principais ferramentas utilizadas nesta teoria geométrica da gravitação são campos tensoriais definidos sobre uma variedade Lorentziana representando espaço-tempo. Este artigo é uma descrição geral da matemática da RG.

## O motivo da escolha de tensores
O princípio de covariância geral afirma que as leis da física devem ter a mesma forma matemática em todos os referenciais e tal foi um dos princípios centrais no desenvolvimento da relatividade geral. O termo 'covariância geral' foi utilizado na formulação inicial da RG, mas agora é referido por muitos como covariância de difeomorfismo. Embora covariância de difeomorfismo não seja a característica definidora da RG, e permanecem controvérsias quanto ao seu estado presente na RG, a propriedade de invariância de leis físicas implicadas no princípio aliado ao fato de que a teoria é essencialmente de caráter geométrico (fazendo uso de geometrias que não são euclidianas) sugeriu que a RG fosse formulada usando a linguagem de tensores. Isto será discutido mais adiante.

## Espaço-tempo como uma variedade
A maioria das abordagens modernas para a matemática da RG começam com o conceito de uma variedade. Mais precisamente, a construção física básica que representa a gravitação — um espaço-tempo curvo — é modelada por uma variedade Lorentziana de quatro dimensões, derivável (“suave”) e conectada. Outros descritores físicos são representados por vários tensores, discutidos abaixo.
A justificativa para a escolha de uma variedade como a estrutura matemática fundamental é refletir propriedades físicas desejáveis. Por exemplo, na teoria das variedades, cada ponto está contido em uma (não significando exclusiva) carta de coordenadas, e este gráfico pode ser considerado como representando o 'espaço-tempo local' em torno do observador (representado pelo ponto). O princípio da covariância de Lorentz local, que afirma que as leis da relatividade especial mantém-se localmente sobre cada ponto do espaço-tempo, presta um apoio adicional para a escolha de uma estrutura de variedade para representar o espaço-tempo, como localmente em torno de um ponto em uma variedade geral, a região “parece", ou se aproxima muito de um espaço de Minkowski (espaço-tempo plano).
A ideia de coordenar gráficos como "observadores locais que podem realizar medições na sua vizinhança” também faz sentido físico, dado que este é realmente como um coletor de dados físicos — localmente. Para problemas cosmológicos, um gráfico de coordenadas pode ser muito grande.

### Estrutura localversusglobal
Uma distinção importante na física é a diferença entre as estruturas locais e globais. Medidas em física são realizadas em uma região relativamente pequena do espaço-tempo e esta é uma razão para estudar a estrutura local do espaço-tempo na RG, ao passo que a determinação da estrutura do espaço-tempo global é importante, especialmente em problemas cosmológicos.
Um problema importante na RG geral é dizer quando dois espaços-tempos são "o mesmo", pelo menos localmente. Este problema tem suas raízes na teoria de variedades onde determinar se duas variedades de Riemann da mesma dimensão são localmente isométricas ('localmente a mesma'). Este último problema foi resolvido e sua adaptação para a RG é chamado o algoritmo de Cartan-Karlhede.

## Tensores na relatividade geral
Uma das consequências profundas da teoria da relatividade foi a abolição de sistemas de referências privilegiados. A descrição de fenômenos físicos não deve depender de quem faz a medição — um quadro de referência deve ser tão bom quanto qualquer outro. A relatividade especial demonstrou que nenhum referencial inercial era preferencial a qualquer outro referencial inercial, mas preferiu referenciais inerciais sobre quadros de referência não inerciais. A RG eliminou preferência por referenciais inerciais, mostrando que não há quadro de referência preferencial (só por inércia ou não) para descrever a natureza.
Qualquer observador pode fazer medições e as grandezas numéricas precisas obtidas dependem apenas do sistema de coordenadas usado. Isto sugeriu uma maneira de formular a relatividade usando "estruturas invariantes ', aquelas que são independentes do sistema de coordenadas (representadas pelo observador) usado, mas ainda tendo uma existência independente. A estrutura matemática mais adequado parecia ser um tensor. Por exemplo, quando se mede os campos elétricos e magnéticos produzidos por uma carga em aceleração, os valores dos campos dependerão do sistema de coordenadas utilizado, mas os campos são considerados como tendo uma existência independente, esta independência representada pelo tensor eletromagnético.
Matematicamente, tensores são operadores lineares generalizados — mapas multilineares. Como tal, as ideias de álgebra linear são empregadas para estudar tensores.
Em cada ponto {\displaystyle \scriptstyle \,p} de uma variedade, o espaço tangente e cotangente à variedade nesse ponto podem ser construídos. Vetores (por vezes referidos como vetores contravariantes) são definidos como elementos do espaço tangente e covetores (às vezes denominados vetores covariantes, mas mais comumente vetores duais ou “um-formas”) são elementos do espaço cotangente.
Em {\displaystyle \scriptstyle \,p}, estes dois espaços vetoriais podem ser utilizados para construir tensores do tipo {\displaystyle \scriptstyle \,(r,\,s)}, que são mapas multilineares de valor real que atuam sobre a soma direta de {\displaystyle \scriptstyle \,r} cópias do espaço cotangente com {\displaystyle \scriptstyle \,s} cópias do espaço tangente. O conjunto de todos estes mapas multilineares forma um espaço vetorial, chamado espaço produto tensor do tipo {\displaystyle \scriptstyle \,(r,\,s)} em {\displaystyle \scriptstyle \,p} e denotado por {\displaystyle \scriptstyle \,(T_{p})^{r}{}_{s}M}. Se o espaço tangente é n-dimensional, pode ser mostrado que {\displaystyle \scriptstyle \dim(T_{p})^{r}{}_{s}M\;=\;n^{r+s}}.
Na literatura de RG, é convencional utilizar o componente sintaxe para tensores.
Um tensor do tipo {\displaystyle \scriptstyle \,(r,\,s)} pode ser escrito como:
{\displaystyle T\;\!=\;\!{T^{a_{1}\ldots a_{r}}}_{{b_{1}}\ldots {b_{s}}}{\frac {\partial }{\partial x^{a_{1}}}}\otimes \ldots \otimes {\frac {\partial }{\partial x^{a_{r}}}}\otimes dx^{b_{1}}\otimes \ldots \otimes dx^{b_{s}}}
Onde {\displaystyle \scriptstyle {\frac {\partial }{\partial x^{a_{i}}}}} é uma base para o espaço tangente i-ésimo e {\displaystyle \scriptstyle dx^{b_{j}}} uma base para o j-ésimo espaço cotangente.
Como o espaço-tempo é assumido como sendo de quatro dimensões, cada índice de um tensor pode ser um de quatro valores. Assim, o número total de elementos que um tensor possui é igual a 4R, onde R é a soma dos números de índices covariantes e contravariantes no tensor (um número chamado de classificação, rank, ou “posto” do tensor).

### Tensores simétricos e antissimétricos
Algumas grandezas físicas são representados por tensores, tendo não todas as quais os componentes independentes. Exemplos importantes destes tensores incluem tensores simétricos e antissimétricos. Tensores antissimétricos são comumente usados para representar rotações (por exemplo, o tensor vorticidade).
Embora um tensor de posto R genérico em 4 dimensões tenha 4R componentes, restrições sobre o tensor, como simetria ou antissimetria servem para reduzir o número de componentes distintos. Por exemplo, um {\displaystyle \scriptstyle T} posto dois simétrico satisfaz {\displaystyle \scriptstyle T_{ab}\;=\;T_{ba}} tensores e possui 10 componentes independentes, ao passo que um {\displaystyle \scriptstyle P} posto dois antissimétrico (inclinação simétrica) satisfaz {\displaystyle \scriptstyle P_{ab}\;=\;-P_{ba}} tensores e tem 6 componentes independentes. Para postos superiores a dois, os pares de índices simétricos ou antissimétricos devem ser explicitamente identificados.
Tensores antissimétricos de posto 2 desempenham papéis importantes na teoria da relatividade. O conjunto de todos esses tensores — muitas vezes chamado de bivetores — forma um espaço vetorial de dimensão seis, às vezes chamado espaço bivetor.

### Tensor métrico
O tensor métrico é um objeto central na RG que descreve a geometria do espaço-tempo local (como um resultado da resolução das equações de campo de Einstein). Usando uma aproximação de campo gravitacional fraco, a métrica também pode ser considerada como representando o ‘potencial gravitacional’. O tensor métrico é muitas vezes chamado apenas de 'a métrica’.
A métrica é um tensor simétrico e é uma importante ferramenta matemática. Além de ser utilizada para tensores de índices mais altos e baixos, também gera as conexões que são utilizadas para construir as equações geodésicas de movimento e o tensor de curvatura de Riemann.
Um meio conveniente de expressar o tensor métrico em combinação com os intervalos de distâncias incrementais de coordenadas a que se refere, é através do elemento de linha:
{\displaystyle ds^{2}=g_{ab}\,dx^{a}\,dx^{b}}
Esta forma de expressar a métrica foi usada pelos pioneiros da geometria diferencial. Enquanto alguns relativistas consideram a notação ser um pouco antiquada, muitos alternam facilmente entre esta e a notação alternativa:
{\displaystyle g=g_{ab}\,dx^{a}\otimes dx^{b}}
O tensor métrico é comumente escrito como uma matriz 4 por 4. Esta matriz é simétrica e, assim, tem 10 componentes independentes.

### Invariantes
Uma das características centrais da RG é a ideia de invariância de leis físicas. Este invariância pode ser descrita de muitas maneiras, por exemplo, em termos de covariâncias locais de Lorentz, o princípio geral da relatividade, ou covariância de difeomorfismo.
Uma descrição mais explícita pode ser dada usando tensores. A característica crucial dos tensores utilizados nesta abordagem é o fato de que (uma vez que uma métrica é dada) a operação de contrair um tensor de categoria R sobre todos os índices R dá um número — um invariante — que é independente da coordenada gráfica que é usada para efetuar a contração. Fisicamente, isso significa que se o invariante é calculado por quaisquer dois observadores, eles vão receber o mesmo número, o que sugere que o invariante tem algum significado independente. Alguns invariantes importantes na relatividade incluem:
- o escalar de Ricci: {\displaystyle \scriptstyle R\;=\;R^{ab}g_{ab}}

- o escalar de Kretschmann: {\displaystyle \scriptstyle K\;=\;R^{abcd}R_{abcd}}

Outros exemplos de invariantes em relatividade incluem os invariantes eletromagnéticos, e vários outros invariantes de curvatura, alguns desses encontrando aplicação no estudo de entropia gravitacional e a hipótese de curvatura de Weyl.

### Classificação de tensores
A classificação dos tensores é um problema puramente matemático. Em RG, no entanto, certos tensores que têm uma interpretação física podem ser classificados com as diferentes formas do tensor geralmente correspondentes a algo físico. Exemplos de classificações de tensores úteis na RG geral incluem a classificação de Segre do tensor de energia-momento e a classificação de Petrov do tensor de Weyl. Existem vários métodos de classificação desses tensores, alguns dos quais utilizam invariantes do tensor.

## Campos tensoriais na relatividade geral
Campos tensoriais sobre uma variedade são mapas que atribuem um tensor para cada ponto da variedade. Esta noção pode ser tornada mais precisa através da introdução da ideia de um feixe de fibras, que, no presente contexto, significa coletar juntos todos os tensores em todos os pontos da variedade, assim, “agregando-os” todos em um grande objeto chamado feixe de tensores. Um campo tensorial é então definido como um mapa da variedade para o feixe tensorial, cada ponto p sendo associado com um tensor em p.
A noção de um campo tensorial é de grande importância na RG. Por exemplo, a geometria em torno de uma estrela é descrita por um tensor métrico em cada ponto, de modo que em cada ponto do espaço-tempo deve ser dado o valor da métrica para resolver os caminhos de partículas materiais. Outro exemplo são os valores dos campos elétricos e magnéticos (dado pelo tensor campo eletromagnético) e a métrica em cada ponto em torno de um buraco negro carregado para determinar o movimento de uma partícula carregada num tal campo.
Campos vetoriais são uma classificação de campos tensorais contravariantes de posto um. Campos de vetores importantes na relatividade incluem a quadrivelocidade, {\displaystyle \scriptstyle U^{a}\;=\;{\dot {x}}^{a}}, a qual é a distância em coordenadas percorrida por unidade de tempo próprio, a quadriaceleração {\displaystyle \scriptstyle A^{a}\;=\;{\ddot {x}}^{a}} e a quadricorrente {\displaystyle \scriptstyle \,J^{a}} descrevendo a carga e densidades de corrente. Outros campos tensores fisicamente importantes na relatividade incluem os seguintes:
- O tensor de energia-momento {\displaystyle \scriptstyle \,T^{ab}},, um tensor simétrico de posto 2.
- O tensor de campo eletromagnético {\displaystyle \scriptstyle \,F^{ab}}, um tensor assimétrico de posto 2.

Embora a palavra 'tensor' refira-se a um objeto em um ponto, é prática comum se referir a campos tensoriais em um espaço-tempo (ou uma região do mesmo) como apenas "tensores”.
Em cada ponto de um espaço-tempo em que uma métrica é definida, a métrica pode ser reduzida à forma de Minkowski usando a lei de inércia de Sylvester.

## Derivadas de tensores
Antes do advento da RG, mudanças nos processos físicos eram geralmente descritas por derivadas parciais, por exemplo, ao descrever mudanças em campos eletromagnéticos (como nas equações de Maxwell). Mesmo na relatividade especial, a derivada parcial é ainda suficiente para descrever tais alterações. No entanto, em RG, verifica-se que as derivadas que são também tensores devem ser usadas. As derivadas têm algumas características comuns, incluindo de que eles são derivadas ao longo de curvas integrais de campos vetoriais.
O problema na definição de derivadas em variedades que não são planas é que não há maneira natural para comparar vetores em diferentes pontos. Uma estrutura extra em uma variedade geral é necessária para definir derivadas. Abaixo encontram-se descritos duas importantes derivadas que podem ser definidas mediante a imposição de uma estrutura adicional na variedade em cada caso.

### Conexões afins
A curvatura de um espaço-tempo pode ser caracterizada por tomar-se um vetor em algum ponto e transportando-o em paralelo ao longo de uma curva no espaço-tempo. Uma conexão afim é uma regra que descreve como mover legitimamente um vetor ao longo de uma curva na variedade sem mudar sua direção.
Por definição, uma conexão afim é um mapa bilinear {\displaystyle \scriptstyle \Gamma (TM)\times \Gamma (TM)\;\rightarrow \;\Gamma (TM)}, onde {\displaystyle \scriptstyle \,\Gamma (TM)} é um espaço de todos os campos de vetores no espaço-tempo. O mapa bilinear pode ser descrito em termos de um conjunto de coeficientes de conexão (também conhecido como símbolos de Christoffel), especificando o que acontece com componentes de vetores de base no âmbito do transporte paralelo infinitesimal:
{\displaystyle \nabla _{e_{i}}e_{j}=\Gamma _{ji}^{k}e_{k}}
Apesar da sua aparência, os coeficientes de conexão não são os componentes de um tensor.
De um modo geral, existem D3 coeficientes de conexão independentes em cada ponto do espaço-tempo. A conexão é chamada simétrica ou livre de torção, se {\displaystyle \scriptstyle \Gamma _{ji}^{k}\;=\;\Gamma _{ij}^{k}}. Uma conexão simétrica tem no máximo 1⁄2D2(D + 1) coeficientes únicos.
Para qualquer curva {\displaystyle \scriptstyle \gamma } e dois pontos {\displaystyle \scriptstyle A\;=\;\gamma (0)} e {\displaystyle \scriptstyle B\;=\;\gamma (t)} sobre esta curva, uma conexão afim dá origem a um mapa de vetores no espaço tangente em A em vetores no espaço tangente em B:
{\displaystyle X(t)\,=\Pi _{0,t,\gamma }X(0)}
e {\displaystyle \scriptstyle \,X(t)} pode ser computado em termos de componentes, resolvendo a equação diferencial
{\displaystyle {\frac {d}{dt}}X^{i}(t)=\nabla _{C(t)}X^{i}(t)=\Gamma _{jk}^{i}X^{j}(t)C^{k}(t)}
{\displaystyle \scriptstyle \,C^{j}(t)} sendo o vetor tangente à curva no ponto {\displaystyle \scriptstyle \gamma (t)}.
Uma conexão afim importante na RG é a conexão de Levi-Civita, que é uma conexão simétrica obtida a partir de um vetor transportado paralelamente ao longo de uma curva tangente ao mesmo tempo mantendo o produto interno do vetor constante ao longo da curva. Os coeficientes de conexão resultantes (símbolos de Christoffel) podem ser calculados diretamente a partir da métrica. Por esta razão, este tipo de conexão é muitas vezes chamado de conexão métrica.

### A derivada covariante
Considere-se {\displaystyle \scriptstyle X} um ponto, {\displaystyle \scriptstyle {\vec {A}}} um vetor localizado em {\displaystyle \scriptstyle X}, e {\displaystyle \scriptstyle {\vec {B}}} um campo vetorial. A ideia de se diferenciar {\displaystyle \scriptstyle {\vec {B}}} em {\displaystyle \scriptstyle X} ao longo da direção {\displaystyle \scriptstyle {\vec {A}}} de uma maneira fisicamente significativa pode fazer sentido encolhendo-se uma conexão afim e uma curva suave parametrizada {\displaystyle \scriptstyle \gamma \,(t)} tal que {\displaystyle \scriptstyle X\;=\;\gamma (0)} e {\displaystyle \scriptstyle {\vec {A}}\;=\;{d \over dt}\gamma (0)}. A fórmula
{\displaystyle \nabla _{\vec {A}}{\vec {B}}(X)=\lim _{\epsilon \rightarrow 0}{\frac {1}{\epsilon }}\left[\Pi _{(\epsilon ,0,\gamma )}{\vec {B}}(\gamma [\epsilon ])-{\vec {B}}(X)\right]}
para uma derivada covariante de {\displaystyle \scriptstyle {\vec {B}}} ao longo de {\displaystyle \scriptstyle {\vec {A}}} associado com a conexão {\displaystyle \scriptstyle \,\Pi } acaba por dar resultados independentes da curva e pode ser usado como uma "definição física" de uma derivada covariante.
Ela pode ser expressa utilizando coeficientes de conexão:
{\displaystyle \nabla _{\vec {Y}}{\vec {X}}=X^{a}{}_{;b}Y^{b}{\frac {\partial }{\partial x^{a}}}=(X^{a}{}_{,b}+\Gamma _{bc}^{a}X^{c})Y^{b}{\frac {\partial }{\partial x^{a}}}}
A expressão entre parênteses, chamada derivada covariante de {\displaystyle \scriptstyle X} (com respeito à conexão) e indicada por {\displaystyle \scriptstyle \nabla {\vec {X}}}, é mais frequentemente utilizada nos cálculos:
{\displaystyle \nabla {\vec {X}}=X^{a}{}_{;b}{\frac {\partial }{\partial x^{a}}}\otimes dx^{b}=(X^{a}{}_{,b}+\Gamma _{bc}^{a}X^{c}){\frac {\partial }{\partial x^{a}}}\otimes dx^{b}}
Uma derivada covariante de {\displaystyle \scriptstyle X} pode então ser vista como um operador diferencial atuando sobre um campo vetorial remetendo-o a um tensor do tipo (1, 1) ('aumentando o índice covariante por 1') e pode ser generalizado para atuar em um campo tensorial tipo (r, s) remetendo aos campos tensoriais do tipo (r, s + 1). As noções de transporte paralelo pode então ser definidas da mesma forma como para o caso de campos vetoriais. Por definição, uma derivada covariante de um campo escalar é igual à derivada regular do campo.
Na literatura, existem três métodos comuns de denotar diferenciação covariante:
{\displaystyle D_{a}T_{d\dots e}^{b\dots c}=\nabla _{a}T_{d\dots e}^{b\dots c}=T_{d\dots e;a}^{b\dots c}}
Muitas propriedades padrão de derivadas parciais regulares também se aplicam às derivadas covariantes:
{\displaystyle {\begin{aligned}\nabla _{a}(X^{b}+Y^{b})&=\nabla _{a}X^{b}+\nabla _{a}Y^{b}\\\nabla _{a}(X^{b}Y^{c})&=Y^{c}(\nabla _{a}X^{b})+X^{b}(\nabla _{a}Y^{c})\\\nabla _{a}(f(x)X^{b})&=f\nabla _{a}X^{b}+X^{b}\nabla _{a}f=f\nabla _{a}X^{b}+X^{b}{\partial f \over \partial x^{a}}\\\nabla _{a}(cX^{b})&=c\nabla _{a}X^{b},\quad c{\text{ sendo constante}}\end{aligned}}}
Na RG, normalmente refere-se a essa como "a" derivada covariante, a qual é aquela associada com a conexão afim de Levi-Civita. Por definição, a conexão de Levi-Civita preserva a métrica sob transporte paralelo, portanto, a derivada covariante dá zero quando atua em um tensor métrico (assim como seu inverso). Isso significa que nós podemos tomar o tensor métrico (inverso) dentro e fora da derivada e usá-la para aumentar e diminuir índices:
{\displaystyle \nabla _{a}T^{b}=\nabla _{a}(T_{c}g^{bc})=g^{bc}\nabla _{a}T_{c}}

### A derivada de Lie
Outra derivada tensorial importante é a derivada de Lie. Ao contrário da derivada covariante, a derivada de Lie é independente da métrica, embora em geral em RG utiliza-se uma expressão que aparentemente depende da métrica através da conexão afim. Enquanto a derivada covariante requer uma conexão afim para permitir a comparação entre os vetores em diferentes pontos, a derivada de Lie utiliza uma congruência a partir de um campo vetorial para atingir a mesma finalidade. A ideia de “arrasto” de Lie de uma função ao longo de uma congruência leva a uma definição da derivada de Lie, onde a função “arraste” é comparada com o valor da função original num dado ponto. A derivada de Lie pode ser definida para os campos tensoriais de tipo (r, s) e, a este respeito, pode ser vista como um mapa que remete um tensor de tipo (r, s) para um tipo de (r, s).
A derivada de Lie é usualmente denotada por {\displaystyle \scriptstyle {\mathcal {L}}_{X}}, onde {\displaystyle \scriptstyle X} é o campo vetorial ao longo do qual a congruência da derivada de Lie é tomada.
A derivada de Lie de qualquer tensor ao longo de um campo vetorial pode ser expressa por meio das derivadas covariantes desse campo tensorial e vetorial. A derivada de Lie de um escalar é apenas a derivada direcional:
{\displaystyle {\mathcal {L}}_{X}\phi =X^{a}\nabla _{a}\phi =X^{a}{\frac {\partial \phi }{\partial x^{a}}}}
Objetos de classificação mais elevada recebem termos adicionais quando a derivada de Lie é tomada. Por exemplo, o derivado de Lie de um tensor do tipo (0, 2) é:
{\displaystyle {\mathcal {L}}_{X}T_{ab}=X^{c}\nabla _{c}T_{ab}+(\nabla _{a}X^{c})T_{cb}+(\nabla _{b}X^{c})T_{ac}=X^{c}T_{ab,c}+X_{,a}^{c}T_{cb}+X_{,b}^{c}T_{ac}}
Mais genericamente,
{\displaystyle {\begin{aligned}&{\mathcal {L}}_{X}T^{a_{1}\ldots a_{r}}{}_{b_{1}\ldots b_{s}}=X^{c}(\nabla _{c}T^{a_{1}\ldots a_{r}}{}_{b_{1}\ldots b_{s}})-\\&\quad (\nabla _{c}X^{a_{1}})T^{c\ldots a_{r}}{}_{b_{1}\ldots b_{s}}-\ldots -(\nabla _{c}X^{a_{r}})T^{a_{1}\ldots a_{r-1}c}{}_{b_{1}\ldots b_{s}}+\\&\quad (\nabla _{b_{1}}X^{c})T^{a_{1}\ldots a_{r}}{}_{c\ldots b_{s}}+\ldots +(\nabla _{b_{s}}X^{c})T^{a_{1}\ldots a_{r}}{}_{b_{1}\ldots b_{s-1}c}\end{aligned}}}
De fato, na expressão anterior, pode-se substituir a derivada covariante {\displaystyle \scriptstyle \nabla _{a}} com qualquer conexão livre de torção {\displaystyle \scriptstyle {\tilde {\nabla }}_{a}} ou localmente, com a derivada dependente de coordenadas {\displaystyle \scriptstyle \partial _{a}}, mostrando que a derivada de Lie é independente da métrica. A derivada covariante é conveniente no entanto, porque ela comuta com o elevar abaixar dos índices.
Um dos principais usos da derivada de Lie na RG é no estudo de simetrias do espaço-tempo onde tensores ou outros objetos geométricos são preservados. Em particular, a simetria de Killing (simetria do tensor métrico sob arrastamento de Lie) ocorre muito frequentemente no estudo do espaço-tempo. Usando a fórmula acima, podemos escrever a condição que deve ser satisfeita por um campo vetorial para gerar uma simetria de Killing:
{\displaystyle {\begin{aligned}{\mathcal {L}}_{X}g_{ab}&=0\\\Leftrightarrow \nabla _{a}X_{b}+\nabla _{b}X_{a}&=0\\\Leftrightarrow X^{c}g_{ab,c}+X_{,a}^{c}g_{bc}+X_{,b}^{c}g_{ac}&=0\end{aligned}}}

## O tensor curvatura de Riemann

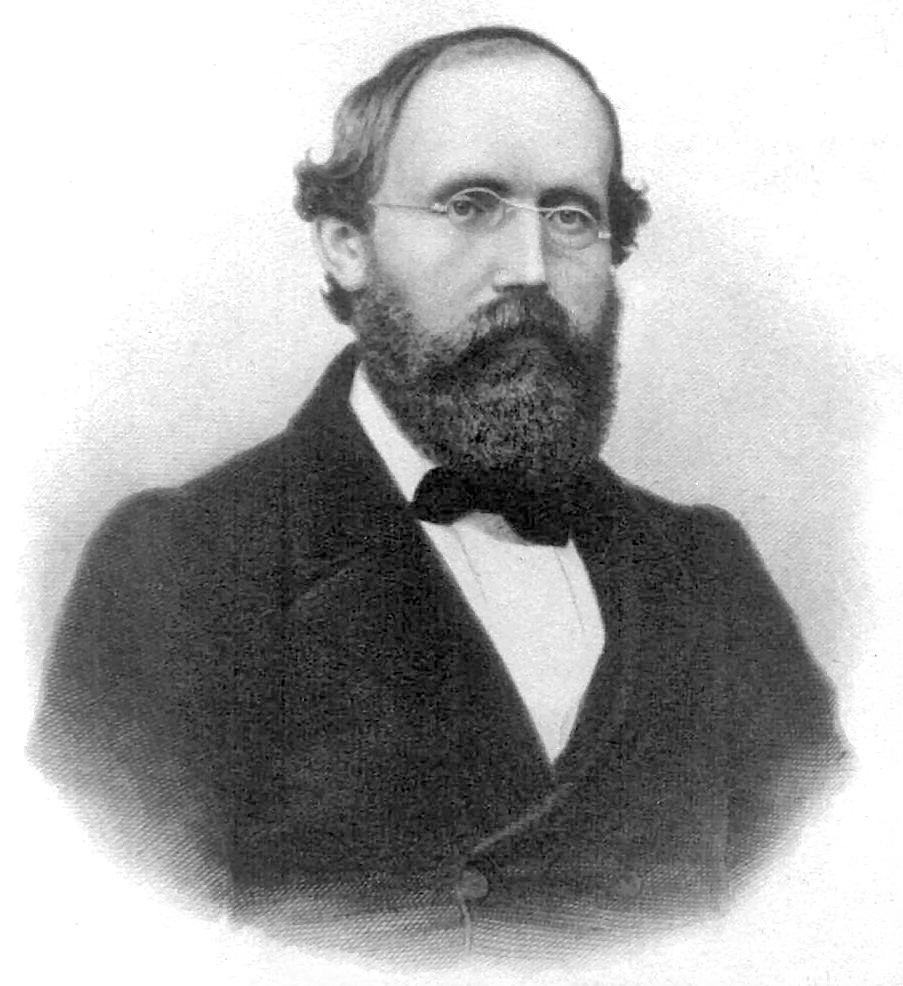
Bernhard Riemann em 1863

Uma característica fundamental da relatividade geral (RG) é o conceito de uma variedade curvada. Uma forma útil de medir a curvatura de uma variedade é com um objeto chamado tensor (de curvatura) de Riemann.
Este tensor mede a curvatura através da utilização de uma conexão afim, considerando o efeito de transporte paralelo de um vetor entre dois pontos ao longo de duas curvas. A discrepância entre os resultados destas duas vias de transporte paralelo é quantificada essencialmente pelo tensor de Riemann.
Esta propriedade do tensor de Riemann pode ser usada para descrever como inicialmente geodésicas paralelas divergem. Isto é expresso pela equação de desvio geodésico e significa que as forças de maré experimentadas num campo gravitacional são um resultado da curvatura do espaço-tempo.
Utilizando o procedimento acima, o tensor de Riemann é definido como um tensor tipo (1, 3) e quando completamente escrito explicitamente contém os símbolos de Christoffel e suas primeiras derivadas parciais. O tensor de Riemann tem 20 componentes independentes. O desaparecimento de todos esses componentes sobre uma região indica que o espaço-tempo é plano naquela região. Do ponto de vista de desvio geodésico, isto significa que inicialmente geodésicas paralelas naquela região do espaço-tempo se manterão paralelas.
O tensor de Riemann tem um número de propriedades por vezes referido como as simetrias do tensor de Riemann. De particular relevância para a RG são as identidades algébrica e diferencial de Bianchi.
A conexão e a curvatura de qualquer variedade de Riemann estão intimamente relacionadas, a teoria dos grupos holonômicos, que são formados por tomar mapas lineares definidos por transporte paralelo em torno das curvas da variedade, fornecendo uma descrição dessa relação.
O que o tensor de Riemann nos permite fazer é dizer, matematicamente, se um espaço é plano ou, se é curvo, quanta curvatura ocorre numa determinada região. A fim de derivar o tensor de curvatura de Riemann é preciso primeiro recordar a definição da derivada covariante de um tensor com índice um e dois;
1. :{\displaystyle \nabla _{\mu }V_{\nu }=\partial _{\mu }V_{\nu }-\Gamma ^{\rho }{}_{\mu \nu }V_{\rho }}
2. :{\displaystyle \nabla _{m}[V_{\mu \nu }]=\partial _{m}V_{\mu \nu }-\Gamma ^{\rho }{}_{m\nu }V_{\rho }-\Gamma ^{\rho }{}_{m\mu }V_{\rho }}

Para a formação do tensor de Riemann, o derivada covariante é tomada duas vezes com os aspectos de um tensor de posto um. A equação é configurado da seguinte forma;
{\displaystyle \nabla _{\sigma ,\mu }V_{\nu }=\nabla _{\sigma }[\nabla _{\mu }V_{\nu }]=\nabla _{\sigma }[\partial _{\mu }V_{\nu }-\Gamma ^{\rho }{}_{\mu \nu }V_{\rho }]}
Seguindo a propriedade aditiva para a diferenciação covariante temos:
{\displaystyle \nabla _{\sigma }[\partial _{\mu }V_{\nu }]-\nabla _{\sigma }[\Gamma ^{\rho }{}_{\mu \nu }V_{\rho }]}
Agora ligando isso à regra para de um segundo posto tensor;
{\displaystyle =[\partial _{\sigma }[\partial _{\mu }V_{\nu }]-\Gamma ^{\rho }{}_{\mu \nu }\partial _{\sigma }V_{\rho }-\Gamma ^{\rho }{}_{\sigma \nu }\partial _{\mu }V_{\rho }-\Gamma ^{\rho }{}_{\sigma \mu }\partial _{\rho }V_{\nu }]-[\partial _{\sigma }[\Gamma ^{\rho }{}_{\mu \nu }V_{\rho }]-\Gamma ^{\alpha }{}_{\sigma \nu }\Gamma ^{\rho }{}_{\alpha \mu }V_{\rho }-\Gamma ^{\alpha }{}_{\sigma \mu }\Gamma ^{\rho }{}_{\alpha \nu }V_{\rho }]}
Agora que tem-se resolvido para: {\displaystyle \nabla _{\sigma ,\mu }V_{\nu }}, tem-se de subtrair por uma equação semelhante, aquela em que os índices latinos {\displaystyle \sigma } e {\displaystyle \mu } estão ligados; {\displaystyle \nabla _{\mu ,\sigma }V_{\nu }}. Se resolve-se esta equação obtém-se;
{\displaystyle [\partial _{\nu }[\partial _{\sigma }V_{\nu }]-\Gamma ^{\rho }{}_{\sigma \nu }\partial _{\sigma }V_{\rho }-\Gamma ^{\rho }{}_{\mu \nu }\partial _{\mu }V_{\rho }-\Gamma ^{\rho }{}_{\mu \sigma }\partial _{\rho }V_{\nu }]-[\partial _{\mu }[\Gamma ^{\rho }{}_{\sigma \nu }V_{\rho }]-\Gamma ^{\alpha }{}_{\mu \nu }\Gamma ^{\rho }{}_{\alpha \sigma }V_{\rho }-\Gamma ^{\alpha }{}_{\mu \sigma }\Gamma ^{\rho }{}_{\alpha \nu }V_{\rho }]}
Agora subtraindo a primeira equação (e tendo-se em mente a simetria dos símbolos de Christoffel);
{\displaystyle \partial _{\sigma }[\partial _{\mu }V_{\nu }]-\Gamma ^{\rho }{}_{\mu \nu }\partial _{\sigma }V_{\rho }-\Gamma ^{\rho }{}_{\sigma \nu }\partial _{\mu }V_{\rho }-\Gamma ^{\rho }{}_{\sigma \mu }\partial _{\rho }V_{\nu }-\partial _{\sigma }[\Gamma ^{\rho }{}_{\mu \nu }V_{\rho }]+\Gamma ^{\alpha }{}_{\sigma \nu }\Gamma ^{\rho }{}_{\alpha \mu }V_{\rho }+\Gamma ^{\alpha }{}_{\sigma \mu }\Gamma ^{\rho }{}_{\alpha \nu }V_{\rho }}
{\displaystyle {\frac {-\partial _{\mu }[\partial _{\sigma }V_{\nu }]+\Gamma ^{\rho }{}_{\sigma \nu }\partial _{\mu }V_{\rho }+\Gamma ^{\rho }{}_{\mu \nu }\partial _{\sigma }V_{\rho }+\Gamma ^{\rho }{}_{\mu \sigma }\partial _{\rho }V_{\nu }+\partial _{\mu }[\Gamma ^{\rho }{}_{\sigma \nu }V_{\rho }]-\Gamma ^{\alpha }{}_{\mu \nu }\Gamma ^{\rho }{}_{\alpha \sigma }V_{\rho }-\Gamma ^{\alpha }{}_{\mu \sigma }\Gamma ^{\rho }{}_{\alpha \nu }V_{\rho }}{\partial _{\mu }\Gamma ^{\rho }{}_{\sigma \nu }V_{\rho }-\partial _{\sigma }\Gamma ^{\rho }{}_{\mu \nu }V_{\rho }+\Gamma ^{\alpha }{}_{\sigma \nu }\Gamma ^{\rho }{}_{\alpha \mu }V_{\rho }-\Gamma ^{\alpha }{}_{\mu \nu }\Gamma ^{\rho }{}_{\alpha \sigma }V_{\rho }}}}
Quando cancela-se os termos semelhantes, o 1º, 2º, 3º, 4º e último termos em cada equação desaparecem e fica-se com derivadas de símbolos de Christoffel que envolvem a segunda derivada do tensor métrico. Percebendo que {\displaystyle V_{\rho }} pode ser destacado para fora da equação,
{\displaystyle (\partial _{\mu }\Gamma ^{\rho }{}_{\sigma \nu }-\partial _{\sigma }\Gamma ^{\rho }{}_{\mu \nu }+\Gamma ^{\alpha }{}_{\sigma \nu }\Gamma ^{\rho }{}_{\alpha \mu }-\Gamma ^{\alpha }{}_{\mu \nu }\Gamma ^{\rho }{}_{\alpha \sigma })V_{\rho }}
Aqui está a equação, e agora tem-se de nomeá-la,
{\displaystyle \nabla _{\sigma }\nabla _{\mu }V_{\nu }-\nabla _{\mu }\nabla _{\sigma }V_{\nu }=(\partial _{\mu }\Gamma ^{\rho }{}_{\sigma \nu }-\partial _{\sigma }\Gamma ^{\rho }{}_{\mu \nu }+\Gamma ^{\alpha }{}_{\sigma \nu }\Gamma ^{\rho }{}_{\alpha \mu }-\Gamma ^{\alpha }{}_{\mu \nu }\Gamma ^{\rho }{}_{\alpha \sigma })V_{\rho }}
Note-se que o lado esquerdo da equação tem três índices e o lado direito tem quatro, então tem-se de somar ao longo de um par de índices,
{\displaystyle R_{\sigma \mu \nu }^{\rho }V_{\rho }=(\partial _{\mu }\Gamma ^{\rho }{}_{\sigma \nu }-\partial _{\sigma }\Gamma ^{\rho }{}_{\mu \nu }+\Gamma ^{\alpha }{}_{\sigma \nu }\Gamma ^{\rho }{}_{\alpha \mu }-\Gamma ^{\alpha }{}_{\mu \nu }\Gamma ^{\rho }{}_{\alpha \sigma })V_{\rho }}
Finalmente, o tensor de curvatura de Riemann é escrito como;
{\displaystyle R_{\sigma \mu \nu }^{\rho }=\partial _{\mu }\Gamma ^{\rho }{}_{\sigma \nu }-\partial _{\sigma }\Gamma ^{\rho }{}_{\mu \nu }+\Gamma ^{\alpha }{}_{\sigma \nu }\Gamma ^{\rho }{}_{\alpha \mu }-\Gamma ^{\alpha }{}_{\mu \nu }\Gamma ^{\rho }{}_{\alpha \sigma }}
Pode-se contrair índices para fazer o tensor covariante simplesmente multiplicando pela métrica, o que será útil quando se trabalha com as equações de campo de Einstein,
{\displaystyle g_{\rho \lambda }R_{\sigma \mu \nu }^{\lambda }=R_{\rho \sigma \mu \nu }}
e por posterior decomposição,
{\displaystyle g^{\rho \mu }R_{\rho \sigma \mu \nu }=R_{\sigma \nu }}
Este tensor é chamado tensor de Ricci, que também pode ser obtido por ajustar-se {\displaystyle \rho } e {\displaystyle \mu } no tensor de Riemann ao mesmo índice e somando-se sobre eles. Então a curvatura escalar pode ser encontrado indo-se um passo além,
{\displaystyle g^{\sigma \nu }R_{\sigma \nu }=R}
Então agora tem-se três objetos diferentes,
1. o tensor curvatura de Riemann: {\displaystyle R_{\sigma \mu \nu }^{\rho }} or {\displaystyle R_{\rho \sigma \mu \nu }}
2. o tensor de Ricci: {\displaystyle R_{\sigma \nu }}
3. a curvatura escalar: {\displaystyle R}

todos os quais são úteis para calcular-se soluções das equações de campo de Einstein.

## O tensor de energia-momento
As fontes de qualquer campo gravitacional (matéria e energia) estão representadas na relatividade por um tensor simétrico de tipo (0, 2) chamado tensor de energia-momento. Ele está intimamente relacionado com o tensor de Ricci. Sendo um tensor de tipo dois em quatro dimensões, o tensor energia-momento pode ser visto como uma matriz 4 por 4. Dos vários tipos de matriz admissíveis, chamadas formas de Jordan, nem todas podem ocorrer, dado que as condições de energia que o tensor de energia-momento é forçado a satisfazer excluem certas formas.

### Conservação de energia
Na RG, existe uma lei local para a conservação da energia-momento. Pode ser sucintamente expressa pela equação tensorial:
{\displaystyle T^{ab}{}_{;b}\,=0}
A declaração correspondente da conservação de energia local na relatividade especial é:
{\displaystyle T^{ab}{}_{,b}\,=0}
Isto ilustra a “regra de ouro” que 'derivadas parciais levam à derivadas covariantes'.

## As equações de campo de Einstein

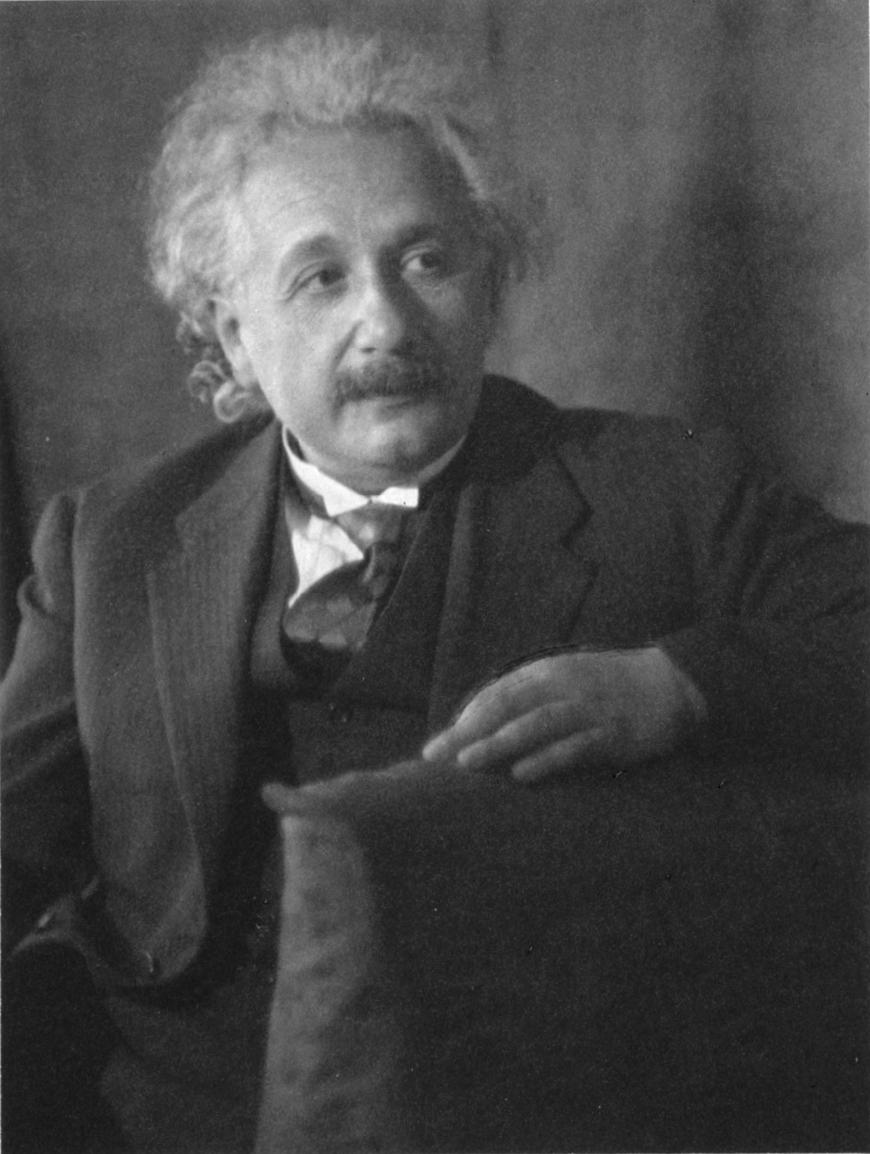
Albert Einstein em 1931

As equações de campo de Einstein (ECE) são o núcleo da teoria da RG. As ECE descrevem como a massa e a energia (como representadas no tensor de energia-momento) estão relacionados com a curvatura do espaço-tempo (como representado no tensor de Einstein). No índice de notação abstrata, as ECE são escritas como segue:
{\displaystyle G_{ab}+\Lambda g_{ab}={8\pi G \over c^{4}}T_{ab}}
onde {\displaystyle \scriptstyle G_{ab}} é o tensor de Einstein, {\displaystyle \scriptstyle \Lambda } é a constante cosmológica, {\displaystyle \scriptstyle c} é a velocidade da luz no vácuo e {\displaystyle \scriptstyle G} é a constante gravitacional, a qual advém da lei da gravitação universal de Newton.
As soluções das ECE estão tensores métricos. As ECE, sendo equações diferenciais não-lineares para a métrica, são muitas vezes difíceis de resolver, havendo um certo número de estratégias utilizadas para sua resolução. Por exemplo, uma estratégia é começar com um ansatz (ou um "palpite") da métrica final, e refiná-lo até que ele seja específico o suficiente para suportar um sistema de coordenadas, mas ainda suficientemente geral para produzir um conjunto de equações diferenciais simultâneas com incógnitas que possam ser resolvidas. Tensores métricos resultantes de casos em que as equações diferenciais resultantes podem ser resolvidos exatamente para uma distribuição fisicamente razoável de energia-momento são chamados de soluções exatas. Exemplos de soluções exatas importantes incluem a solução de Schwarzschild e a solução Friedman-Lemaître-Robertson-Walker.
A aproximação EIH sobre outras referências (e.g. Geroch and Jang, 1975 — 'Motion of a body in general relativity', JMP, Vol. 16 Issue 1).

## As equações geodésicas
Uma vez que as ECE são resolvidas para se obter uma métrica, permanece determinar o movimento dos objetos inerciais no espaço-tempo. Na RG, presume-se que o movimento inercial ocorre ao longo do tempo e geodésicas nulas do espaço-tempo como parametrizado por tempo próprio. Geodésicas são curvas que transportam em paralelo seu próprio vetor tangente {\displaystyle \scriptstyle {\vec {U}}}; i.e., {\displaystyle \scriptstyle \nabla _{\vec {U}}{\vec {U}}\;=\;0}. Esta condição, a equação geodésica pode ser escrita em termos de um sistema de coordenadas {\displaystyle \scriptstyle x^{a}} com o vetor tangente {\displaystyle \scriptstyle U^{a}={\frac {dx^{a}}{d\tau }}} :
{\displaystyle {\ddot {x}}^{a}+{\Gamma ^{a}}_{bc}\,{\dot {x}}^{b}\,{\dot {x}}^{c}=0}
onde {\displaystyle \scriptstyle {\dot {}}} indica a derivada de tempo próprio, {\displaystyle \scriptstyle d/d\tau }, com τ parametrizando tempo próprio ao longo da curva e para manifestar a presença dos símbolos de Christoffel.
A principal característica da RG é determinar as trajetórias de partículas e radiação em campos gravitacionais. Isto é realizado através da resolução das equações geodésicas.
As ECE relacionam a distribuição de matéria (energia) para a curvatura do espaço-tempo. A sua não-linearidade leva a um problema para determinar o movimento preciso da matéria no espaço-tempo resultante. Por exemplo, em um sistema composto de um planeta orbitando uma estrela, o movimento do planeta é determinado pela solução das equações de campo com o tensor energia-momento a soma para o planeta e a estrela. O campo gravitacional do planeta afeta a geometria do espaço-tempo total e, portanto, o movimento dos objetos. Por conseguinte, é razoável supor que as equações de campo pode ser usadas para derivar as equações geodésicas.
Quando o tensor energia-momento para um sistema é o de “poeira” (jargão em RG associado à analogia com mecânica de fluidos e o conceito de fluido perfeito), pode ser mostrado usando a lei de conservação local para o tensor de energia-momento que as equações geodésicas estão satisfeitas exatamente (solução de poeira para a relatividade geral).

## Formulação lagrangiana
A questão de derivar as equações de movimento ou equações de campos em qualquer teoria física é considerada por muitos pesquisadores como sendo atrativa. Uma forma bastante universal de realizar estas derivações é usando as técnicas de cálculo de variações, os principais objetos usados neste sendo Lagrangianas.
Muitos consideram que esta abordagem é uma maneira elegante de construção de uma teoria, outros como apenas uma maneira formal de expressar uma teoria (normalmente, a construção de Lagrange é realizada após a teoria ter sido desenvolvida).

## Técnicas matemáticas para a análise de espaços-tempos
Tendo sido esboçadas as estruturas matemáticas básicas usadas na formulação da teoria, serão agora discutidas algumas técnicas matemáticas importantes que são empregadas na pesquisa de espaços-tempos.

### Estrutura de campos
Uma estrutura de campo é um conjunto ortonormal de quatro campos vetoriais (1 do tipo temporal, 3 espaciais) definidos em um espaço-tempo. Cada estrutura de campo pode ser considerada como representando um observador no espaço-tempo em movimento ao longo das curvas integrais do campo vetorial do tipo temporal. Cada tensor grandeza pode ser expresso em termos de uma estrutura de campo, em particular, o tensor métrico assume uma forma particularmente conveniente. Quando aliado com “coestrutura” de campos (observadores), estruturas de campos fornecem uma ferramenta poderosa para a análise de espaços-tempos e fisicamente interpretam os resultados matemáticos.

### Simetria de campos vetoriais
Algumas técnicas modernas em análise de espaços-tempos dependem fortemente de usar-se simetrias do espaço-tempo, que são geradas infinitesimalmente por campos vetoriais (geralmente definidos localmente) em um espaço-tempo que preservam alguma característica do espaço-tempo. O tipo mais comum de campos vetoriais com tal simetria incluem campos vetoriais de Killing (que preservar a estrutura métrica) e suas generalizações chamados campos vetoriais de Killing generalizados. Simetria de campos vetoriais encontram ampla aplicação no estudo de soluções exatas em RG e o conjunto de todos esses campos vetoriais normalmente forma uma álgebra de Lie de dimensão finita.

### O problema de Cauchy
O problema de Cauchy (às vezes chamado de problema de valor inicial) é a tentativa de encontrar uma solução para uma equação diferencial dada as condições iniciais. No contexto da RG, isso significa que o problema de encontrar soluções para as equações de campo de Einstein — um sistema de equações hiperbólicas em derivadas parciais — dados alguns dados iniciais sobre uma hipersuperfície. Estudar o problema de Cauchy permite formular o conceito de causalidade na RG, bem como soluções “parametrizadas” das equações de campo. Idealmente, deseja-se soluções globais, mas geralmente soluções locais são o melhor que se pode esperar. Normalmente, a solução deste problema de valor inicial requer a seleção de condições de coordenadas particulares.

### Formalismo de espinor
Espinores encontram diversas aplicações importantes na relatividade. A sua utilização como um método de análise espaços-tempos usando de tétradas, em particular, é importante no formalismo de Newman-Penrose.
Outra característica atraente de espinores em RG é a maneira condensada em que algumas equações de tensores podem ser escritas usando seu formalismo. Por exemplo, ao classificar o tensor de Weyl, a determinação dos vários tipos de Petrov torna-se muito mais fácil quando comparados com o homólogo tensorial.

### Cálculo de Regge
O cálculo de Regge é um formalismo no qual “fatia-se” uma variedade Lorentziana em 'pedaços' discretos (blocos simpliciais de quatro dimensões) e os comprimentos das arestas do bloco são tomadas como as variáveis básicas. A versão discreta da ação de Einstein–Hilbert é obtida considerando os chamados ângulos déficit desses blocos, sendo que um ângulo de déficit zero correspondente à ausência de curvatura. Este ideia relativamente recente encontra aplicação em métodos de aproximação em relatividade numérica e gravitação quântica, esta última usando uma generalização do cálculo de Regge.

### Teoremas de singularidade
Na RG, observou-se que, sob condições bastante genéricas, o colapso gravitacional levará inevitavelmente a uma chamada singularidade. A singularidade é um ponto em que as soluções das equações se tornam infinitas, indicando que a teoria tem sido tratada (matematicamente) em intervalos inadequados.

### Relatividade numérica
Relatividade numérica é o sub-campo da RG, que procura resolver as equações de Einstein através da utilização de métodos numéricos. Diferenças finitas, elementos finitos e métodos pseudo-espectrais são utilizados para aproximar a solução das equações diferenciais parciais que surgem. Novas técnicas desenvolvidas pela relatividade numérica incluem o método de excisão e o método de punção para lidar com as singularidades que surgem em espaços-tempos de buracos negros. Tópicos de investigação comuns incluem buracos negros e estrelas de nêutrons.

### Métodos de perturbação
A não-linearidade das equações de campo de Einstein muitas vezes leva a considerar-se métodos de aproximação para resolvê-los. Por exemplo, uma abordagem importante é linearizar-se as equações de campo. Técnicas de teoria de perturbações encontram ampla aplicação em tais áreas.